# Almagest

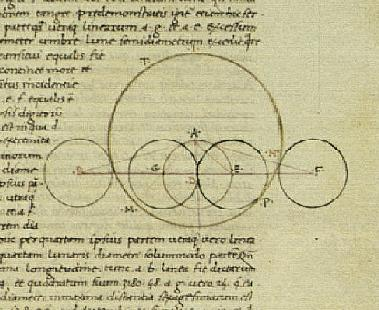
Almagest, Latijnse vertaling (ca. 1451)

De Almagest is een boek uit de tweede eeuw door Claudius Ptolemaeus van Alexandria, over de schijnbare bewegingen van de zon, de maan, de planeten en de sterren, oorspronkelijk geschreven in het Grieks als Ἡ μαθηματικὴ σύνταξις (Hē mathēmatikḕ sýntaxis; "De mathematische ordening"). De Latijnse vertaling van deze titel is Syntaxis mathematica. Het boek werd later Ἡ μεγάλη σύνταξις (Hē megálē sýntaxis; "De grote ordening") genoemd. Het superlatief daarvan is Ἡ μεγίστη σύνταξις (Hē megístē sýntaxis; "De grootste ordening"), wat weer ten grondslag ligt aan de Arabische naam المجسطي (al-majisṭī). In het Latijn nam men de Arabische naam over als Almagestum.
De datering van de Almagest werd aan het eind van de twintigste eeuw preciezer dan voorheen vastgelegd. Volgens N.T. Hamilton zou de Almagest niet voor het jaar 150 geschreven kunnen zijn. Dat is 25 jaar na het begin van de observaties door Ptolemaeus. Zijn geocentrische visie op het zonnestelsel zou meer dan duizend jaar lang de meest gebruikte zijn bij de Arabieren en in het Westen.

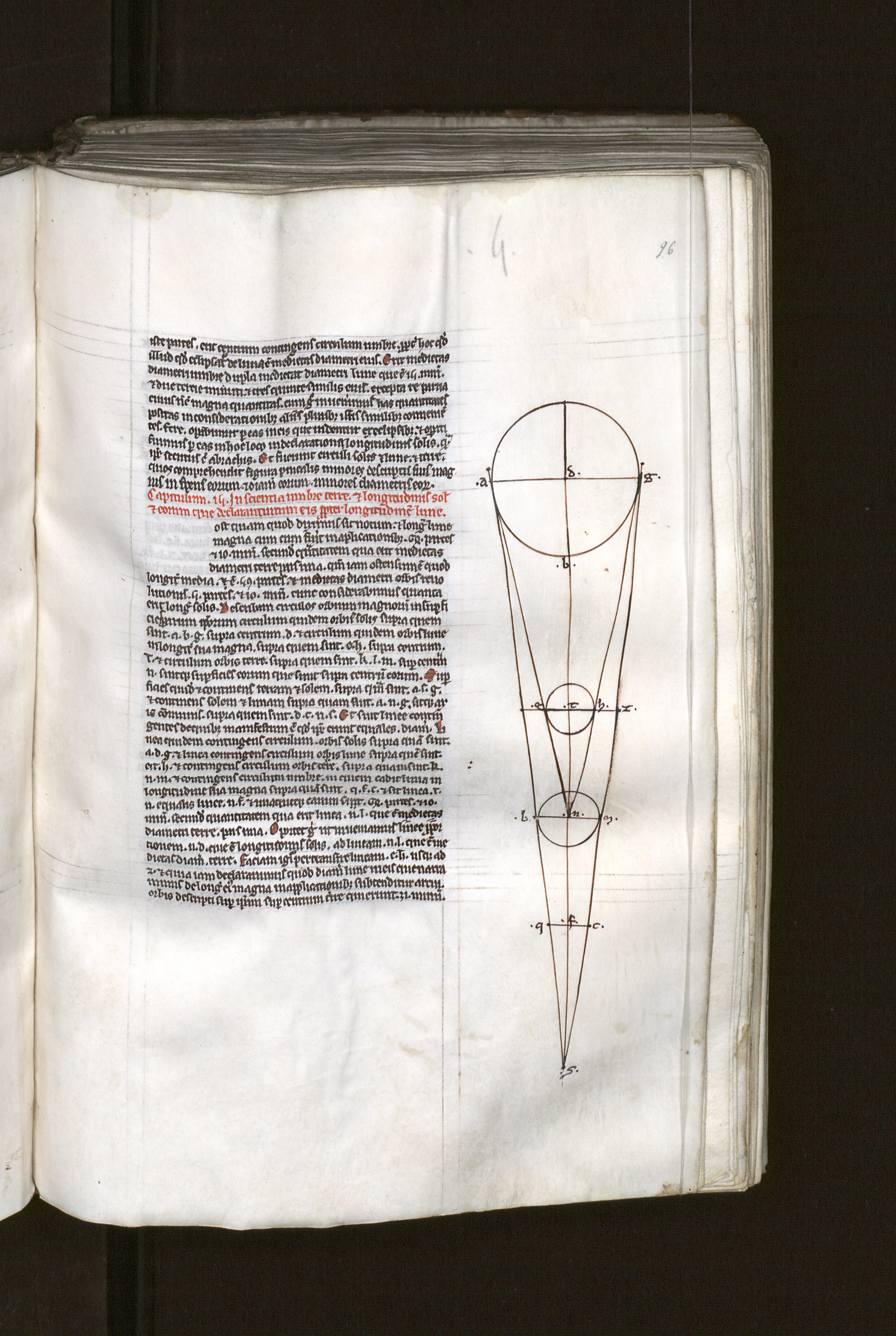
13e-eeuws exemplaar in de Openbare Bibliotheek van Brugge

In de Almagest beschreef Ptolemaeus zijn geocentrische model en gaf hij wiskundige beschrijvingen voor de beweging van de hemellichamen. Zijn model is gebaseerd op de volgende drie hypothesen.
1. Excentrische banen. De banen die de planeten beschrijven hebben als middelpunt een denkbeeldig punt in de buurt van de aarde.
2. Epicyclus. Sommige planeten draaien om een denkbeeldig punt dat om de aarde draait: een epicyclus.
3. Vereffeningspunt. Dit punt verklaart de variabele snelheden waarmee de planeten zich bewegen.

Ptolemaeus nam een sceptische houding aan ten opzichte van zijn eigen model. Het moest vooral gebruikt worden om mee te rekenen en voorspellingen mee te doen. Hij claimde niet de werkelijkheid te beschrijven maar slechts de 'verschijnselen te redden'. Copernicus bracht hier, in 1543, verandering in. Hij zag aanwijzingen dat niet de aarde maar de zon het middelpunt van het heelal was en stelde een heliocentrische visie van het zonnestelsel op. Het werk van Copernicus, in strijd met de toenmalige stand der wetenschap en waarneming, ondervond aanvankelijk slechts welwillende onverschilligheid in het Westen maar verdrong uiteindelijk het Ptolemaeische wereldbeeld.